# Hospital Municipal (Xàtiva)
L'Hospital Municipal o Hospital Reial, situat a la plaça de Calixt III del municipi de Xàtiva, a la comarca de la Costera (País Valencià), està catalogat com a Bé d'Interès Cultural des del 1981.

## Història

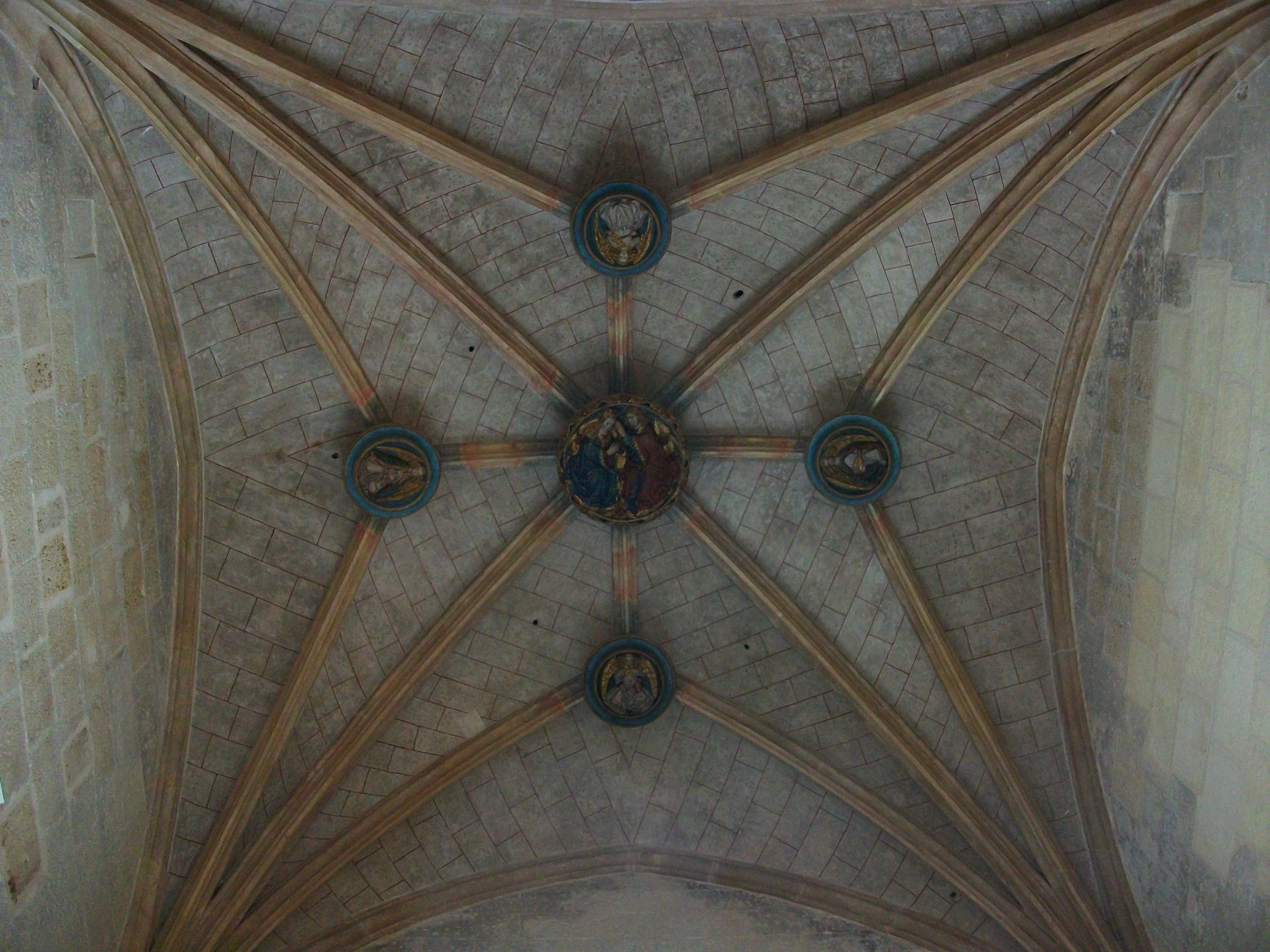
Volta de la capella

L'hospital es pot datar al segle xiii, quan Jaume I després de la reconquesta de la ciutat va fundar un hospital l'any 1244. Ja al segle xv es té notícies de la necessitat de construir un altre hospital davant la insuficient capacitat de l'existent, ampliant mitjançant l'adquisició d'habitatges confrontants, ocupant tota l'illa, i a l'elevació d'un hospital de nova planta, la construcció es va allargar durant el segle xvi. Després de l'incendi de la ciutat l'any 1707, va ser necessària la seua reforma interior, es van aprofitar aquestes reformes per decorar les seues sales a finals del mateix segle amb suports de taulellets de la Reial Fàbrica de València, adquirida feia poc pel xativí d'origen francès Marc Antoni Disdier. L'any 2006 se'n va restaurar la capella gòtica, que actualment conté un centre d'interpretació dedicat a la família Borja.

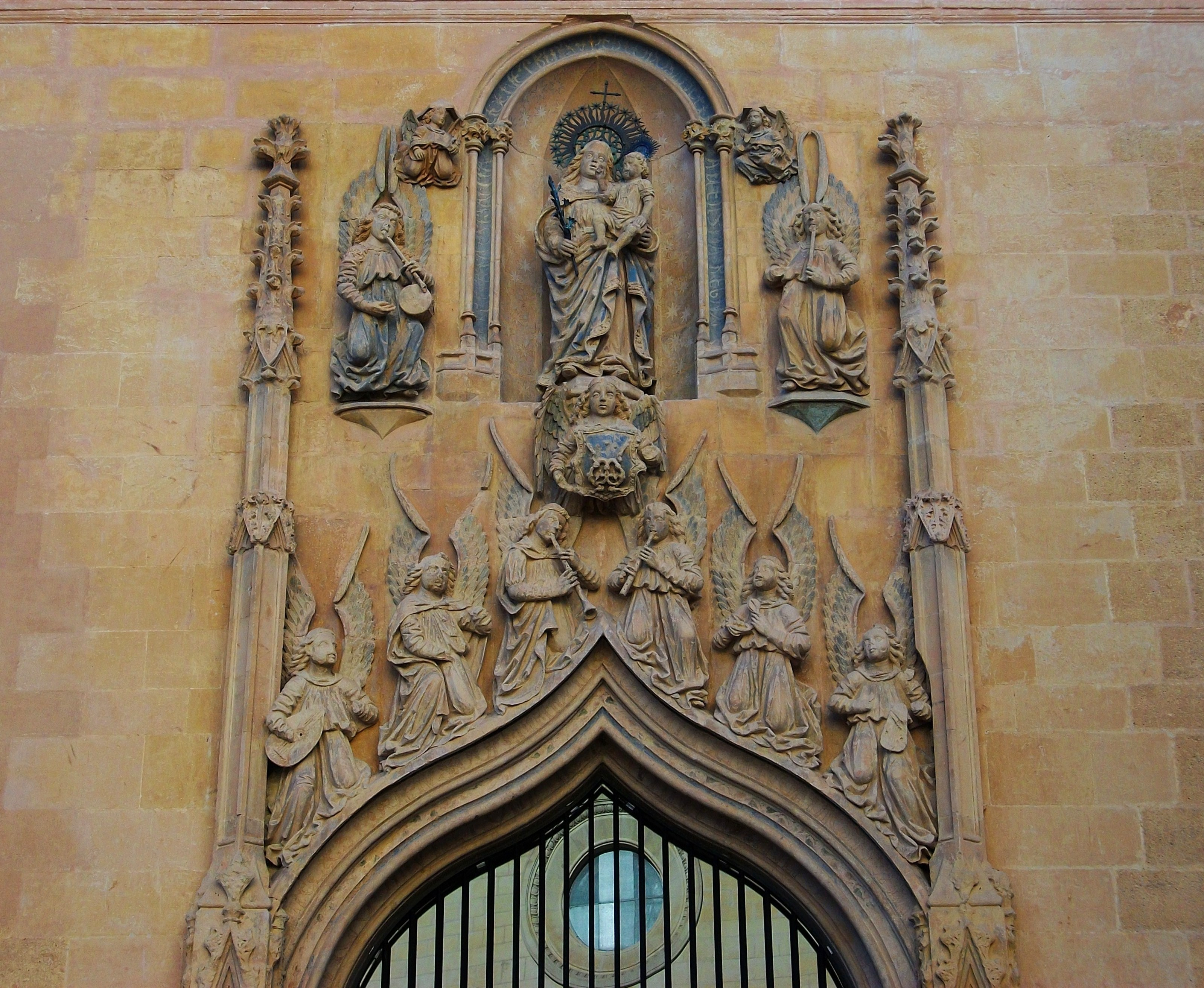
Portada de la capella amb àngels músics envoltant la Mare de Déu

## Descripció
El conjunt està estructurat al voltant d'un pati interior, però l'element que l'identifica és la façana principal, organitzada en dos estils completament diferents, que evidencien les fases constructives, fusió de l'última arquitectura gòtica i els primers assajos renaixentistes. Presenta planta trapezoïdal.
A la part inferior dreta hi ha l'accés a la capella gòtica, composta per una portada adovellada i un timpà de mig punt sobre el qual es desenvolupa un arc conopial que en la seva última imposta està decorada per figures d'àngels músics que acompanyen la Mare de Déu i al nen situats en una fornícula superior.
A la part superior de la façana es desenvolupa una llotja correguda d'arcs de mig punt amb un ràfec en sortint. La resta de la façana és d'estil renaixentista. La portada es troba al centre i està emmarcada per fornícules, a manera d'arc triomfal romà. Sobre ella, seguint l'eix de simetria, s'obren tres finestrals. Un quart finestral se situa a la part esquerra lleugerament més separat dels altres, la qual cosa dona un gran equilibri visual al conjunt de la façana. L'interior és d'una sola nau de planta quadrada amb coberta de volta estrelada de tercelets amb les claus policromades que se sustenta en mènsules també policromades.